# Freddy Vargas
Pour les articles homonymes, voir Vargas.
Vargas  Castellanos est un nom espagnol. Le premier nom de famille, en général paternel, est Vargas ; le second, en général maternel, souvent omis, est Castellanos.
Freddy Vargas Castellanos (né le 27 octobre 1982 à Mucuchíes) est un coureur cycliste vénézuélien. Il a notamment remporté le Tour du Táchira en 2002.

## Palmarès
- 2002
  - Tour du Táchira :
    - Classement général
    - 2e étape
- 2003
  - 7e étape du Tour du Táchira
  - 3e du championnat du Venezuela du contre-la-montre espoirs
- 2005
  - 3e étape du Tour de Guadeloupe
- 2007
  - 7e étape du Tour du Táchira
  - Classement général du Clásico Virgen de la Consolación de Táriba
  - 3e étape du Clásico Ciclístico Banfoandes
- 2008
  - 5e étape du Tour du Trujillo
  - Tour de Bramón :
    - Classement général
    - 2e étape

  - 3e du Tour du Venezuela
- 2009
  - 2e étape du Clásico Lotería de Tachira
  - 3e étape du Tour du Trujillo
- 2010
  - Tour de Bramón :
    - Classement général
    - 1re étape

  - 1re et 3e étapes du Tour de Guadeloupe
- 2011
  - Grand Prix du Conseil Général[1] :
    - Classement général
    - 4e étape

  - Classement général du Tour de Marie-Galante
- 2012
  - Tour de Bramón :
    - Classement général
    - 1re étape

  - 5e étape du Tour du Táchira
- 2013
  - Clásico Virgen de la Consolación de Táriba :
    - Classement général
    - 2e étape
- 2015
  - 2e étape du Tour de Tobago
- 2016
  - 2e étape du Tour de Marie-Galante
  - 2ea étape de la Coupe Frédéric Jalton (contre-la-montre)
  - 3e de la Coupe Frédéric Jalton
- 2017
  - Classement général du Grand Prix du 22 Mé
  - Classement général du Grand Prix Waren Errin[2]
  - Classement général du Tour de Marie-Galante
- 2019
  - Grand Prix de la ville du Lamentin
  - Coupe Frédéric Jalton

## Classements mondiaux
| Année            | 2005 | 2006 | 2007 | 2008 | 2009 | 2010 | 2011 | 2012 | 2013 | 2014 | 2015 | 2016 | 2017 | 2018 |
| ---------------- | ---- | ---- | ---- | ---- | ---- | ---- | ---- | ---- | ---- | ---- | ---- | ---- | ---- | ---- |
| UCI America Tour | 102e | 321e | 150e | 74e  |      | 70e  | 179e | 238e |      | 344e |      |      |      | 312e |
| UCI Europe Tour  | 940e |      |      |      |      |      |      |      |      |      |      |      |      |      |